# Jane Cowl

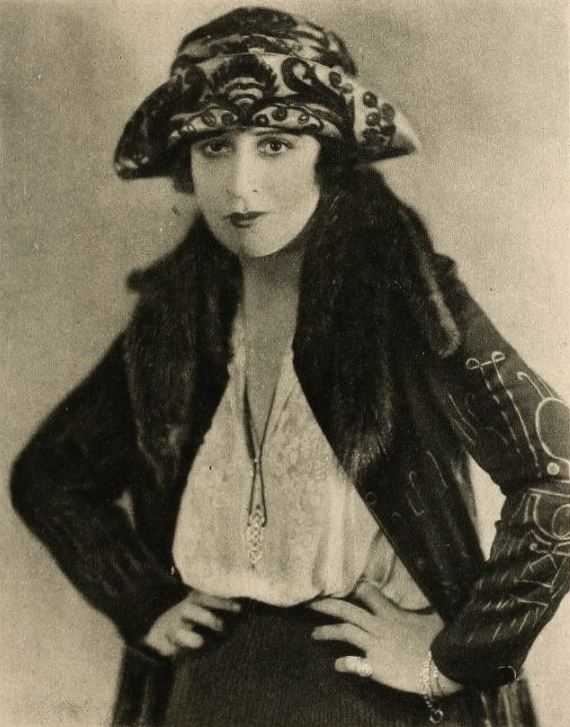
Jane Cowl im November 1922

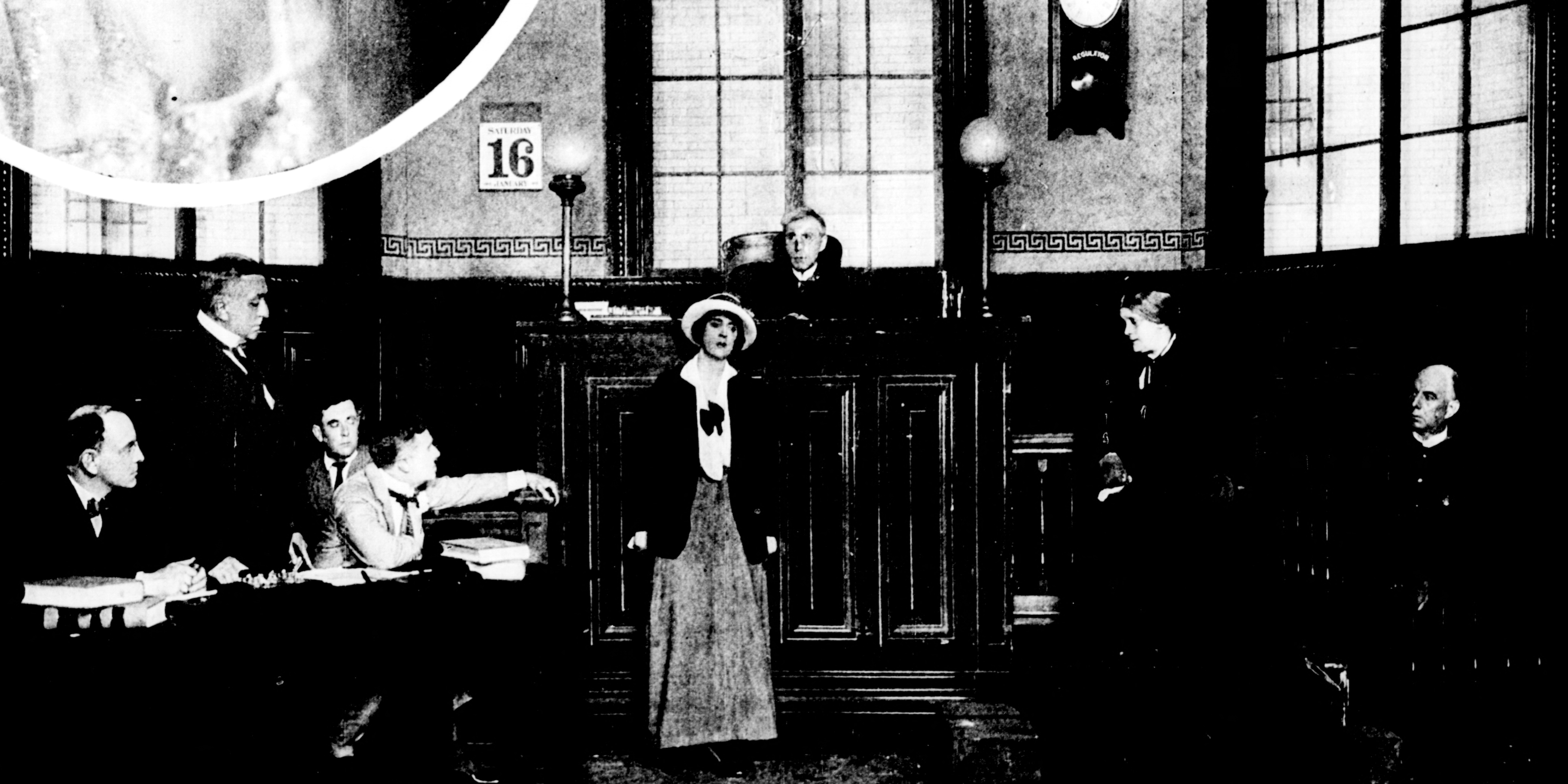
Jane Cowl (Mitte) in dem Broadway-Bühnenstück Common Clay anno 1915 zusammen mit John B. Mason (links stehend)

Jane Cowl (* 14. Dezember 1883 in Boston; † 22. Juni 1950 in Santa Monica) war eine US-amerikanische Schauspielerin und Drehbuchautorin. 

## Leben
Jane Bailey (späterer Künstlername: Jane Cowl) wurde als Tochter des Lebensmittelhändlers Charles Bailey und dessen Frau, der Sprachlehrerin und Sängerin Grace Avery, geboren. 1887 zog die Familie nach Brooklyn. Nach dem Besuch der Brooklyner Erasmus Hall High School belegte Jane ab 1904 einige Kurse an der Columbia University. Bereits ab 1903 war sie bei David Belasco auf den Brettern des Belasco Theatre in Nebenrollen zu sehen. Belasco förderte Jane Cowl in den folgenden Jahren. In Is Matrimony a Failure? – einem Dreiakter von Leo Ditrichstein (1865–1928) – trat sie im Sommer 1909 in ihrer ersten Hauptrolle auf. Großer Erfolg stellte sich im September 1912 ein: Jane Cowl spielte am Broadway in Bayard Veillers Vierakter Within the Law die Mary Turner. Im August 1915 gelang ihr in der Rolle der Ellen Neal in Cleves Kinkeads (1882–1955) Common Clay der nächste Erfolg. Die Liste der Bühnenauftritte Jane Cowls ist lang. Erwähnt sei noch ihr Weltrekord aus dem Jahr 1923: 856-mal hatte sie in Shakespeares Romeo und Julia als Julia mitgewirkt. Zu dem letzten Broadway-Auftritt kam es im Spätherbst 1947 im Shubert Theatre. Sie spielte in dem Dreiakter The First Mrs. Fraser die Titelrolle. Ihre Karriere in der Filmbranche hatte bereits in der zweiten Hälfte der 1910er Jahre bei Samuel Goldwyn in Hollywood begonnen.
Jane Cowl hatte am 18. Juni 1906 Adolph Edward Klauber, Theaterkritiker bei der New York Times, geheiratet. Das Paar blieb kinderlos und ging 1930 auseinander. Jane Cowl starb an Krebs und fand auf dem Friedhof Valhalla Memorial Park in North Hollywood die letzte Ruhe.

## Stückeschreiberin und Drehbuchautorin (Auswahl)
- Bühnenstücke
  - 1917: Lilac Time
  - 1928: The Jealous Moon
- Stummfilmdrehbücher zusammen mit Jane Murfin unter dem gemeinsamen Pseudonym Alan Langdon Martin
  - 1918 Daybreak
  - 1919 A Temperamental Wife nach dem Bühnenstück Information Please (1918)
  - 1922 Smilin' Through nach dem gleichnamigen Bühnenstück (1919)

## Filmografie (Auswahl)
Stummfilme
- 1915: Eleanor Mannering in The Garden of Lies
- 1917: Patricia Mercer Vanderpyl  in The Spreading Dawn

Tonfilme
- 1943: In Stage Door Canteen spielte Jane Cowl sich selbst[7].
- 1949: Mrs. Laing in Once More, My Darling
- 1950: Die schwarze Lawine (The Secret Fury)
- Aufführungen in Deutschland
  - 1951: Entgleist (No Man of Her Own) von Mitchell Leisen, 1950, mit Jane Cowl als Mrs. Harkness
  - 1952: Die Ehrgeizige (Payment on Demand, 1951 (posthum)) von Curtis Bernhardt mit Jane Cowl als Emily Hedges